# Tristaniopsis micrantha
Tristaniopsis micrantha är en myrtenväxtart som först beskrevs av Elmer Drew Merrill, och fick sitt nu gällande namn av Peter G.Wilson och John Teast Waterhouse. Tristaniopsis micrantha ingår i släktet Tristaniopsis och familjen myrtenväxter.
Artens utbredningsområde är Filippinerna. Inga underarter finns listade i Catalogue of Life.